# Герреро, Эдуардо (футболист)
Эдуа́рдо Анто́нио Герре́ро Лоска́но (исп. Eduardo Antonio Guerrero Lozcano; род. 21 февраля 2000, Панама) — панамский футболист, нападающий киевского «Динамо» и национальной сборной Панамы.

## Клубная карьера
Родился 21 февраля 2000 года в городе Панама. Воспитанник юношеской команды местного футбольного клуба «Чоррильо», за основную команду которого дебютировал в 17-летнем возрасте. 3 сентября 2018 года Герреро присоединился к клубу израильской Премьер-лиги «Маккаби» (Тель-Авив) на правах сезонной аренды с возможностью выкупа игрока, но играл исключительно за юношескую команду клуба. Тем не менее по истечении срока аренды «Маккаби» воспользовался правом выкупа контракта игрока.
Для получения игровой практики был отдан в аренду во второлиговый «Бейтар Тель-Авив Рамла», где в течение сезона 2019/20 был стабильным игроком основного состава, после чего вернулся в столичный «Маккаби». Дебютировал в основной команде «тель-авивцев» 8 августа 2020 в матче Премьер-лиги против «Хапоэля» (Беэр-Шева), а уже 22 августа взял в финале Кубка Тото против «Бней Сахнина» (2:0) и выиграл свой первый трофей в карьере. Свой первый гол за команду забил 2 ноября 2020 года в матче Премьер-лиги против «Маккаби» из Хайфы. 11 апреля 2021 года он впервые отличился дублем в Премьер-лиге в игре против «Маккаби» из Петах-Тиквы (3:1). В конце сезона он выиграл Кубок Израиля с командой, сыграв в том числе и в финальной игре, в которой «Маккаби» победил «Хапоэль» (Тель-Авив) со счетом 2:1.
В январе 2022 года Герреро был отдан в аренду иерусалимскому «Хапоэлю» до конца сезона, по завершении которой 21 августа 2022 года был арендован на один сезон «Бейтаром» (Иерусалим). Впрочем, в новой команде панамец за 13 матчей не предпринял никакого результативного действия, поэтому аренда была досрочно разорвана.
В феврале 2023 года был отдан в аренду луганской «Заре». Герреро не очень хотел ехать в Украину из-за войны, но главный тренер луганчан Патрик ван Леувен смог его убедить, поскольку именно нидерландский специалист плодотворно работал с Эдуардо в «Маккабе».

## Карьера в сборной
В 2017 году дебютировал в составе юношеской сборной Панамы (U-17), всего на юношеском уровне принял участие в 5 играх, отличившись 4 забитыми голами. Затем в составе молодёжной сборной Панамы был участником молодёжного чемпионата мира 2019 года в Польше, где сыграл в одной игре против Мали (1:1).
25 октября 2017 года дебютировал за национальную сборную страны в товарищеской игре против Гранады (5:0). Вторую игру за основную национальную команду провел только в конце 2020 против США (2:6).

## Достижения
«Заря» (Луганск)
- Бронзовый призёр чемпионата Украины: 2022/23

«Динамо» (Киев)
- Чемпион Украины: 2024/25